# Middletonia
Middletonia là một chi bướm đêm thuộc họ Geometridae.